# كأس الاتحاد 1967
كأس الاتحاد 1967 (بالألمانية: Federation Cup 1967)‏ هو الموسم 5 من  كأس فيد. أقيم خلال الفترة 6 يونيو 1967 وحتى 11 يونيو 1967، وفاز فيه منتخب الولايات المتحدة لكأس فيد.